# Pierres-Fittes
Les Pierres-Fittes sont des menhirs situés à Saint-Étienne-lès-Remiremont, dans le département des Vosges en région Grand Est.

## Description
Une pierre de petite taille, érigée à une hauteur d'environ 1,20 m, est présente, avec un autre bloc adjacent désormais renversé.

## Protection
Les deux menhirs dits Pierres-Fittes sont classés par la liste de 1889 au titre des monuments historiques.